# Torralba de Ribota
Torralba de Ribota è un comune spagnolo di 176 abitanti della provincia di Saragozza, situata nella comunità autonoma dell'Aragona. 

## Geografia
Il comune fa parte della comarca della comunità di Calatayud e dista 96 km da Saragozza. Il territorio comunale è attraversato dalla strada nazionale N-234 che collega Sagunto con Burgos.
Il paese è delimitato a nord dalla sierra de la Virgen e dalla valle del fiume Ribota a sud. È inoltre caratterizzato dalla presenza di alcune gravine, come la gravina del Monte o la gravina della Cañada, che canalizzano le acque che discendono dalla sierra. Nella parte meridionale il territorio è definito dalle prime alture della sierra de Armantes.
L'altitudine oscilla tra i 1144 metri a nord, nella sierra de la Virgen, e i 580 metri delle rive della valle del fiume Ribota.

## Storia
Le origini dell'abitato non sono chiare. Il ritrovamento di alcune monete romane e cimeli in ceramica sigillata dei secoli dal II al IV-V d.C., in un terreno di terra bianca vicino all'attuale nucleo, e la vicinanza con l'antica Bilbilis lascia ipotizzare che già in epoca romana vi fosse presente una villa. Con il passare degli anni il centro abitato si sarebbe spostato nella posizione odierna, ma gli edifici si sarebbero continuati a costruire con la stessa pietra bianca.
Il periodo della dominazione araba dei secoli VIII e IX è avvolto da tradizioni e leggende. Una di queste leggende vuole che i mozarabi di Torralba, alleati con le popolazioni dei villaggi vicini, venissero incoraggiati da un'apparizione della Vergine a liberarsi dal giogo musulmano e che presentassero battaglia nel luogo denominato Barranco de Matamoros. E' da questa storia che si rimonta l'origine leggendaria del Santuario della Vergine di Cigüela, verso cui annualmente, intorno al 20 marzo, si celebra una piccolo pellegrinaggio.
Le prime fonti scritte riguardo Torralba si hanno a partire dalla conquista di Alfonso I d'Aragona, detto il Battagliero, nel 1120. Nel 1254 il re Giacomo I d'Aragona, detto il Conquistatore, concesse dei privilegi a Torralba per cui non avrebbe dovuto più pagare tributi alla città di Calatayud. Nell'anno 1362, durante la guerra dei due Pietri (1356-1375) tra i regni di Castiglia e Aragona, Torralba, insieme a Calatayud e altri villaggi vicini, venne occupata dalle truppe del re Pietro I di Castiglia. Gli edifici dell'abitato subirono gravi danni, motivo per cui il vescovo di Tarazona, Pedro Calvillo, decise di costruire una nuova chiesa, ovvero l'attuale chiesa di San Felice martire. Dopo la fine della guerra, il re Pietro IV d'Aragona decise di concedere ulteriori privilegi al villaggio.
In generale, la popolazione di Torralba visse un periodo di grande prosperità durante il Medioevo e all'inizio dell'Età moderna, come testimoniano la sua chiesa, le sue mura (ora scomparse) e la sua torre. Il nucleo, oltre a dedicarsi all'agricoltura e all'allevamento, vantava una certa attività industriale, tra cui risaltano la fabbricazione di mattoni e di calce. Inoltre, era presente un mulino per la produzione di farina.
Durante l'Età moderna, Torralba continuò a prosperare, come testimoniato dalla costruzione di santuari, la creazione di confraternite e l'abbellimento della chiesa con l'acquisizione dei retabli barocchi ancora presenti. Intorno al 1611, alcune famiglie di Torralba vennero trasferite a Purroy, un villaggio della comarca di Calatayud abitato prevalentemente da moriscos, i quali dovettero abbandonare i territori della Corona dopo la firma del decreto di espulsione da parte del re Filippo III.
Nel 1809, durante la guerra d'indipendenza spagnola, una piccola colonna francese mise sotto assedio Torralba, ma le truppe di Napoleone non riuscirono a prendere il centro abitato. A partire dalla fine della guerra d'indipendenza e fino agli inizi del XX secolo, anche Torralba de Ribota sperimentò il bandolerismo, un fenomeno simile per certi aspetti al brigantaggio italiano.
Con lo scoppio della guerra civile spagnola (1936-1939), Torralba de Ribota entrò fin da subito nella cosiddetta "zona nazionale", controllata dagli insorti. Molti uomini e giovani furono arruolati e alcuni persero la vita o nel campo di battaglia o come risultato delle repressioni politiche successive alla vittoria del Bando nacional.
A partire dagli anni '50, molte famiglie del paese sono emigrate nelle grandi città, come Madrid, Barcellona e Saragozza, o all'estero, in Francia o in Belgio, in linea con un fenomeno più ampio di migrazione dalla campagna alla città che ha riguardato molte zone della Spagna. Torralba de Ribota condivide oggi molte caratteristiche simili ad altri nuclei urbani della cosiddetta España vaciada. 

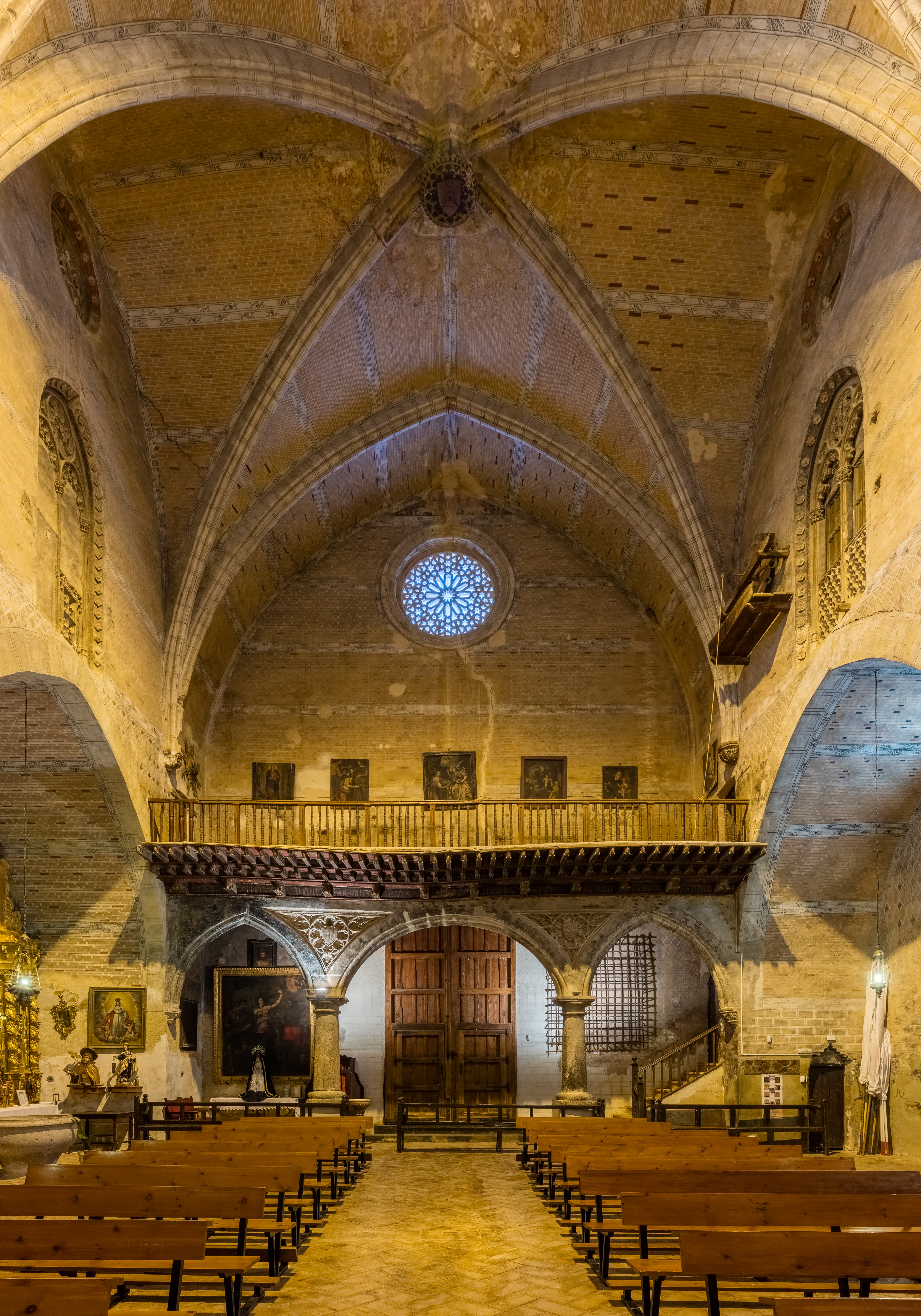
Vista della chiesa di San Felice martire dall'altare.

## Monumenti e luoghi d'interesse
Chiesa di San Felice MartireTorralba de Ribota vanta uno dei massimi esponenti del mudéjar aragonese: la chiesa di San Felice martire. Si tratta di una chiesa-fortezza costruita tra il 1367 e il 1433, probabilmente ad opera di Mahoma Ramí e per volere dei vescovi di Tarazona Pedro Calvillo e Juan de Valtierra. L'arte mudéjar aragonese è stato dichiarato patrimonio dell'umanità dall'UNESCO.
Torre BlancaNella località si può trovare inoltre la Torre Blanca, o Torre Alba, da cui il nome Torralba. Si tratta di una torre difensiva del secolo XIV o XV in pietra, con una pianta rettangolare larga circa 7,5 metri per 5,5 metri alla base che raggiunge circa i 15 metri di altezza. L'edificio doveva formare parte di una più ampia muraglia difensiva.

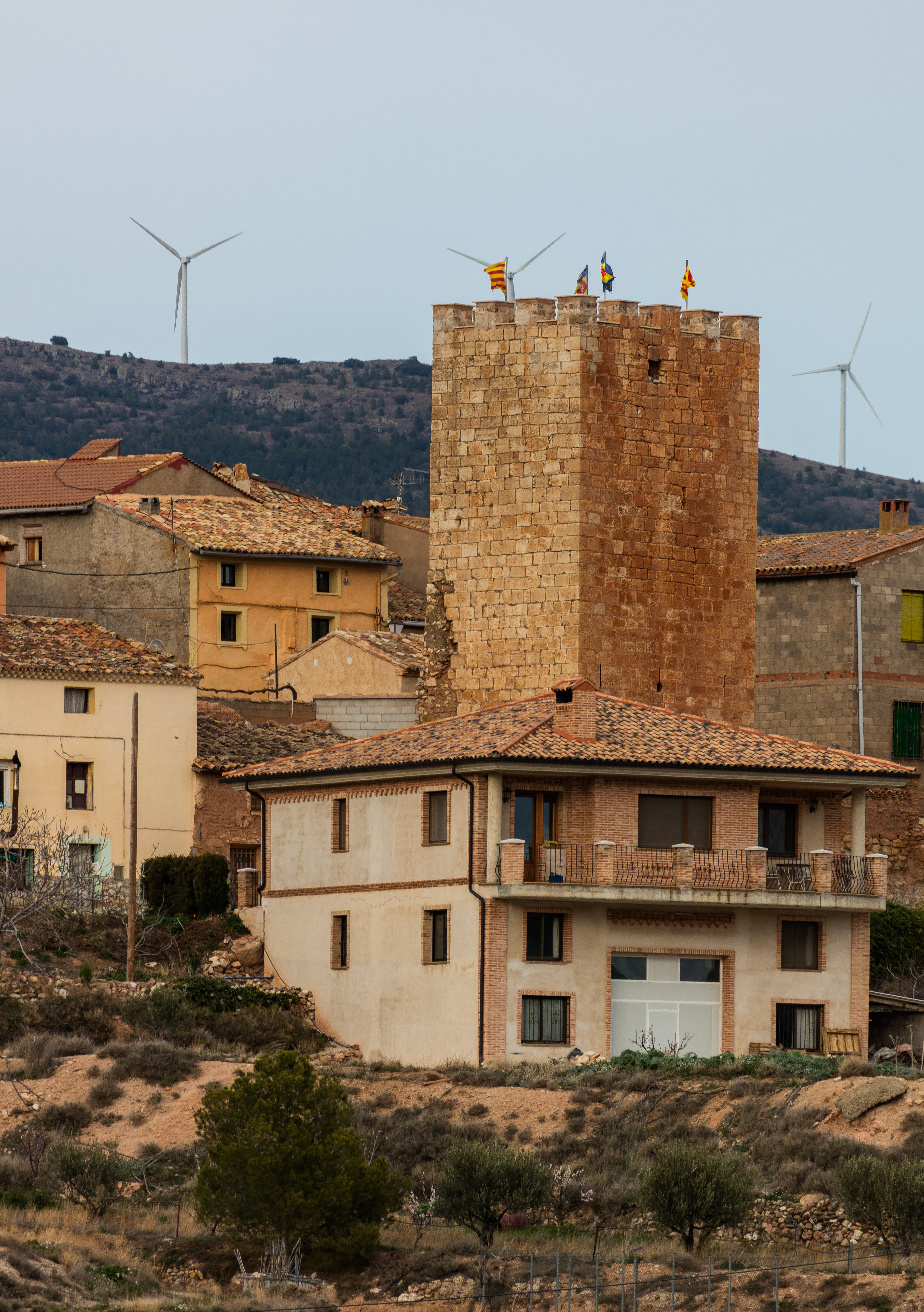
La Torre Blanca.

## Società

### Evoluzione demografica
Abitanti censiti

## Amministrazione
| Periodo | Periodo   | Primo cittadino          | Partito | Carica  | Note |
| ------- | --------- | ------------------------ | ------- | ------- | ---- |
| 2015    | 2019      | Alfonso Puertas Cantería | PSOE    | Sindaco |      |
| 2019    | 2023      | Alfonso Puertas Cantería | PSOE    | Sindaco |      |
| 2023    | in carica | Diego Percebal Marco     | CHA     | Sindaco |      |